# 松田恵里
松田 恵里（まつだ えり、1994年6月6日 - ）は、日本の女子プロボクサー。神奈川県海老名市生まれ伊勢原市出身。桐蔭横浜大学卒業。花形ボクシングジム所属。かつてはTEAM10COUNTに所属していた。元WBA・WBO女子世界アトム級統一王者。

## 来歴
父は宮崎市出身。実家はトレーニングジムだったため運動が身近な環境だった。空手に打ち込む兄の影響で幼稚園より空手を始め、小2で全日本優勝。

### アマチュア時代
高校時代に兄と共にプロボクシングの観戦に行った際、鳥海純の引退式があり平塚でジムを開くことを知り入門。高2でアマチュアデビューを果たすが、そのデビュー戦では後の世界選手権2大会銅メダリストの和田まどかに敗れる。アマチュア時代には女子ボクシングが初採用された2016年の岩手国体に出場、翌年の愛媛国体では5位入賞。
アマチュア戦績33戦21勝(9KO)12敗。
大学では保健体育の教員免許を取得した。

### プロ時代
2018年2月20日、TEAM10COUNT所属として後楽園ホールにてB級プロテストを受験し、合格。
8月20日、後楽園ホールにて後の東洋太平洋女子ミニマム級王者である葉月さな（YuKOフィットネス）相手にプロデビューを3-0判定で勝利
12月1日、大阪府立体育会館（エディオンアリーナ大阪）第二競技場にて慶美奈代（真正）とOPBF東洋太平洋女子アトム級王座決定戦に挑み、3-0判定を制して日本国内では男女通じて最少試合数となるデビュー2戦目（好川菜々、チャオズ箕輪の3戦を更新。後に日本女子ミニマム級の千本瑞規、日本ヘビー級の但馬ミツロ、東洋太平洋女子ミニマム級の和田まどか、WBO APバンタム級の坪井智也も並ぶ）で王座獲得を果たした。
2019年3月13日、後楽園ホールにて日本女子アトム級王者鈴木菜々江（シュウ）とのダブルタイトルマッチに挑み、3-0判定で東洋太平洋王座初防衛成功と共に日本王座も獲得し、プロ3戦で2冠となった。同月の東日本ボクシング協会新鋭賞を受賞。
9月12日、後楽園ホールにて日本2位のモンブランみき（Reason押上）を迎えて日本王座初防衛戦に挑み、5回TKOでプロ初のKO勝利を収め日本王座初防衛成功。
2020年7月、日本王座返上。
2021年2月26日、後楽園ホールにて世界初挑戦として花形冴美（花形）が持つIBF女子世界アトム級王座に挑戦することが発表された。しかし、新型コロナウイルス感染再拡大による緊急事態宣言発令のため3月18日に延期された。試合は中盤に追い上げられ、1-0（97－93、95－95×2）の引き分けで王座獲得ならず。なお、王座防衛した花形はこの試合を以て引退。
2022年2月25日、後楽園ホールでの「Victoriva8」にて花形が引退により返上したIBF女子世界アトム級王座決定戦として元WBA同級王者宮尾綾香（ワタナベ）と対戦。しかし、0-2（94-96×2、95-95）の判定でプロ初黒星を喫し、またしても世界王座奪取に失敗した。その後、東洋太平洋王座は剥奪された。
9月1日、「Queens Crest2022」にて元日本アトム級王者長井香織（真正）を相手にOPBF女子東洋太平洋アトム級王座決定戦を行い、3-0（79-73×2、78-74）の判定で勝利し王座返り咲きを果たした。
2023年6月13日、前日本女子ミニマム級王者の鈴木なな子（三迫）と48kg契約8回戦を行い、3-0（79-73×2、80-72）の判定で勝利。
2023年10月2日、世界戦に専念するため東洋太平洋王座を返上。
2024年1月12日、『フェニックスバトル109』のメインにて黒木優子（真正）が持つWBA・WBO女子世界アトム級王座に挑戦し、10回2-1（97-93、94-96、96-94）の判定勝ちを収め2団体王座獲得に成功、3度目の世界挑戦で悲願を達成した。
2024年11月23日、ドイツ・ハイデルベルクでWBC女子世界アトム級王者ティナ・ルプレヒトとWBA・WBC・WBO女子世界同級王座統一戦およびリングマガジン女子世界同級王座決定戦を行うも、初回にダウンを奪われ10回0-3（92-97、93-96×2）の判定負けでWBA・WBO王座の初防衛に失敗し王座から陥落、日本人女子プロボクサー史上初の3団体王座統一とリングマガジン王座獲得とはならなかった。この試合は日本ではU-NEXTの『世界プロボクシング』にて配信された。
2025年4月、TEAM10COUNTとは契約更新せず、花形ジムへ移籍。
2025年9月5日、後楽園ホールにて葉月さなと再起戦を予定。

## 戦績
- アマチュアボクシング：33戦 21勝 (9KO) 12敗
- プロボクシング：10戦 7勝 (1KO) 2敗 1分

| 戦           | 日付           | 勝敗 | 時間    | 内容    | 対戦相手                     | 国籍   | 備考                                                                                              |
| ------------ | -------------- | ---- | ------- | ------- | ---------------------------- | ------ | ------------------------------------------------------------------------------------------------- |
| 1            | 2018年8月20日  | ☆    | 6R      | 判定3-0 | 葉月さな（YuKOフィットネス） | 日本   | プロデビュー戦                                                                                    |
| 2            | 2018年12月1日  | ☆    | 8R      | 判定3-0 | 慶美奈代（真正）             | 日本   | OPBF女子東洋太平洋アトム級王座決定戦                                                              |
| 3            | 2019年3月13日  | ☆    | 8R      | 判定3-0 | 鈴木菜々江（シュウ）         | 日本   | OPBF東洋太平洋・日本女子アトム級王座統一戦 OPBF防衛1・日本獲得                                    |
| 4            | 2019年9月12日  | ☆    | 5R 1:55 | TKO     | モンブランみき（reason押上） | 日本   | 日本防衛1                                                                                         |
| 5            | 2021年3月18日  | △    | 10R     | 判定1-0 | 花形冴美（花形）             | 日本   | IBF女子世界アトム級タイトルマッチ                                                                 |
| 6            | 2022年2月25日  | ★    | 10R     | 判定0-2 | 宮尾綾香（ワタナベ）         | 日本   | IBF女子世界アトム級王座決定戦                                                                     |
| 7            | 2022年9月1日   | ☆    | 8R      | 判定3-0 | 長井香織（真正）             | 日本   | OPBF女子東洋太平洋アトム級王座決定戦                                                              |
| 8            | 2023年6月13日  | ☆    | 8R      | 判定3-0 | 鈴木なな子（三迫）           | 日本   |                                                                                                   |
| 9            | 2024年1月12日  | ☆    | 10R     | 判定2-1 | 黒木優子（真正）             | 日本   | WBA・WBO女子世界アトム級タイトルマッチ                                                            |
| 10           | 2024年11月23日 | ★    | 10R     | 判定0-3 | ティナ・ルプレヒト           | ドイツ | WBA・WBC・WBO女子世界アトム級王座統一戦 リングマガジン女子世界アトム級王座決定戦 WBA・WBO王座陥落 |
| 11           | 2025年9月5日   | -    | -       | -       | 葉月さな（白銀）             | 日本   | 試合前                                                                                            |
| テンプレート |                |      |         |         |                              |        |                                                                                                   |

## 獲得タイトル
- 第4代OPBF東洋太平洋女子アトム級王座（防衛1=剥奪）
- 第2代日本女子アトム級王座（防衛1=返上）
- 第5代OPBF東洋太平洋女子アトム級王座（防衛0=返上）
- 第8代WBA女子世界アトム級王座（防衛0）
- 第5代WBO女子世界アトム級王座（防衛0）

## 受賞歴
- 2019年3月度東日本ボクシング協会月間新鋭賞